# Lobado
Se llama lobado a un tumor gangrenoso que se presenta en los animales en la zona del pecho poco más arriba o poco más abajo. 
Se desarrolla por lo común a causa de los malos alimentos, las aguas encharcadas o corrompidas y es contagioso, lo cual se observa en los animales destinados al acarreo de pieles de otros animales cuando ha muerto alguno de carbunco o de bacera, bastando el contacto de la sangre en la piel para producir la enfermedad. 
El tumor aumenta rápidamente de volumen, demuestra más dolor en la circunferencia que en el centro, claudicación o cojera de la mano correspondiente y si el tumor se comprime, queda por algún tiempo la impresión del dedo. Además se produce mucha fiebre en el animal. A veces conviene extirparlo operación que debe hacer un profesional.